# Bryconacidnus
Bryconacidnus es un género de peces de la familia Characidae en el orden de los Characiformes.

## Especies
Hay tres especies en este género:
- Bryconacidnus ellisi (N. E. Pearson, 1924)
- Bryconacidnus hemigrammus (N. E. Pearson, 1924)
- Bryconacidnus paipayensis (N. E. Pearson, 1929)